# Ox-Fanzine
Ox-Fanzine est un webzine mensuel traitant de la scène punk rock, publié depuis Solingen, en Allemagne, et fondé en 1988. Il est édité par Joachim Hiller et a eu de nombreux contributeurs. En plus de se concentrer sur la culture punk, il couvre également des genres similaires, des critiques de bandes dessinées, de livres et de films, et inclut des romans en série d'auteurs tels que Klaus N. Frick.
En 2019, Ox était tiré à 10 000 exemplaires.

## Histoire
Ox-Fanzine est fondé en 1988 par Joachim Hiller et Biggi Häußler à Heidenheim an der Brenz (Allemagne du Sud). Son premier numéro est publié en janvier 1989. Le zine est nommé d'après le chat de Häußler, qui apparaissait sur la première couverture. Après un certain temps, Ox fusionne avec le zine Faces the Facts et est rejoint par son éditeur Thomas Hähnel, mais finalement Häußler et Hähnel le quittent pour se concentrer sur d'autres entreprises, laissant Hiller comme seul éditeur,. Dans les années 1990, Hiller déménage à Solingen, dans l'ouest de l'Allemagne,.
Depuis le premier numéro du Ox-Fanzine, il y a une page de recettes végétariennes et à partir de là, Hiller et sa femme Uschi Herzer ont publié cinq livres de cuisine, le dernier étant entièrement végétalien. Dans ces livres, plusieurs artistes ont collaboré avec leurs propres recettes, y compris Steve Albini, Mille Petrozza, Bill Gould, et Reimer Bustorff de Kettcar
.
En 2005, Ox avait un tirage de 12 500 exemplaires, dépassant d'autres zines allemands et américains tels que HeartattaCk. Le 11 février 2009, Ox-Fanzine et l'association musicale Cow Club de Soligen organisent un spectacle célébrant le 100e numéro du magazine avec Wire, Jingo de Lunch, EA80, parmi d'autres groupes.
Le 7 février 2014, le zine célèbre son 25e anniversaire avec un spectacle réunissant The Ruts DC, The Generators, Asta Kask, et Vitamin X. En janvier 2019, son tirage était d'environ 10 000 exemplaires.

## Distinctions
Le Frankenpost qualifie Ox de « plus important magazine hardcore et punk du monde germanophone. » Le Neue Osnabrücker Zeitung l'a décrit comme l'« organe de la scène [punk allemande] ». En janvier 2019, le journal Der Freitag a écrit un article sur la façon dont Ox a maintenu une audience stable malgré le déclin des magazines musicaux.